# Lorne Campbell
Ian Lorne Campbell és un historiador d'art escocès nascut a Stirling el 1946. És l'autor d'un important nombre de llibres sobre l'art dels segles xiv i xv, i és un expert reconegut de la pintura dels primitius flamencs. Les seves contribucions a la investigació i el coneixement d'aquest període és equiparable amb els treballs de Max Jakob Friedländer i Erwin Panofsky. El seu catàleg de 1998 "La pintura flamenca del segle XV és considerat com a "fixador d'estàndards". Ha publicat articles a les revistes The Burlington Magazine i The Connoisseur, entre d'altres.
Campbell ha estat conservador de la National Gallery de Londres fins al 1996. Es va graduar a la Universitat d'Edimburg i va fer el seu doctorat a la Universitat de Londres el 1973. Entre 1970 i 1971 va ser professor a la Universitat de Manchester i més tard a la Universitat de Cambridge. Des de 1974 és lector en Renaixement del nord al Courtauld Institute of Art, Universitat de Londres.
Campbell viu a Londres i el juliol de 2014 va publicar el seu darrer llibre, The Sixteenth Century Netherlandish Paintings with French Paintings before 1600, un catàleg que analitza 85 obres de la col·lecció de la National Gallery.

## Publicacions
- Renaissance Faces: Van Eyck to Titian, (amb Miguel Falomir, Jennifer Fletcher, Luke Syson), National Gallery, 2011. ISBN 978-1-85709-407-7
- Rogier van der Weyden: 1400-1464. Master of Passions, (amb Jan Van der Stock), Leuven: Davidsfonds, 2009. ISBN 978-90-8526-105-6.
- Van Der Weyden, Chaucer Press, 2004
- The Fifteenth Century Netherlandish Paintings. National Gallery, 1998
- Renaissance Portraits; European Portrait-Painting in the 14th, 15th and 16th Centuries, 1990
- Early Flemish Pictures in the Collection of the Queen (The Pictures in the Collection of Her Majesty the Queen), Cambridge University Press, 1985